# Work breakdown structure

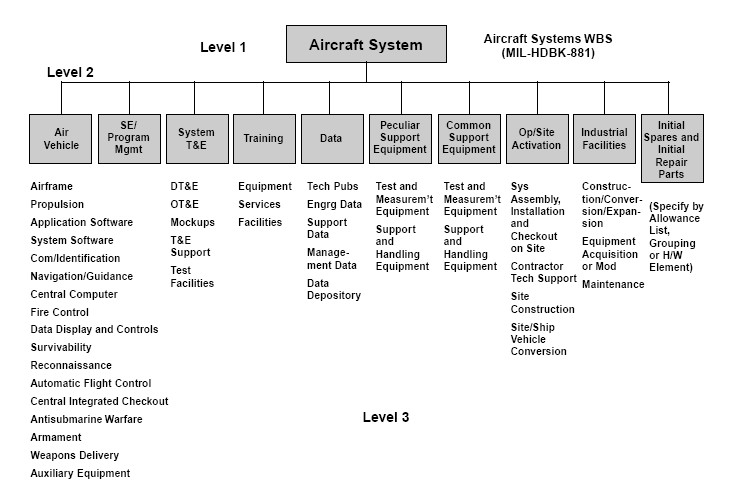
Esempio di WBS

Con l'espressione inglese work breakdown structure (WBS), detta anche struttura di scomposizione del lavoro (traduzione letterale) o struttura analitica di progetto, si intende l'elenco di tutte le attività di un progetto. Le WBS sono usate nella pratica del project management e aiutano il project manager nell'organizzazione delle attività di cui è responsabile.
Molto spesso i progetti sono composti da migliaia di attività: per facilitare il lavoro di organizzazione delle varie attività esistono delle WBS-tipo che elencano tutte le possibili attività (generiche) per i progetti del rispettivo ambito. L'insieme delle attività può quindi essere confrontata con una checklist.

## Struttura
La work breakdown structure è un albero gerarchico orientato al prodotto (o deliverable) che viene suddiviso nel materiale, nel software, nei servizi, nei dati e nelle attrezzature che lo compongono. L'albero viene strutturato in base all'ingegneria di sistema che è sviluppata nella fase iniziale dell'apertura del progetto. La WBS definisce il prodotto, o i prodotti, da sviluppare o da produrre. Essa mette in relazione con il prodotto finale e fra di loro gli elementi di lavoro che sono necessari alla sua realizzazione. La WBS può articolarsi in un numero qualsiasi di livelli.

## Principi alla base della WBS

### Regola del 100%
Uno dei più importanti principi alla base della WBS è noto come Regola del 100%. La Practice Standard for Work Breakdown Structures (Second Edition), edita dal Project Management Institute (PMI) definisce questa regola così:

### Programmazione dei risultati, non delle azioni
Se il progettista della WBS tenta di comprendervi ogni dettaglio relativo alle azioni, probabilmente includerà troppe azioni, o troppo poche. Troppe azioni eccederanno il 100% dei limiti del nodo superiore, mentre troppo poche non arriveranno a quella percentuale. Il modo migliore di seguire la regola del 100% è di definire gli elementi della WBS in termini di risultati. Questo assicura che la WBS non dia raccomandazioni eccessive riguardo ai metodi, dando più spazio al pensiero creativo dei partecipanti al progetto. Per i nuovi progetti di sviluppo, la tecnica più comune per assicurare una WBS rivolta ai risultati è di utilizzare una product breakdown structure. Eventualmente la WBS può risultare dal confronto di PBS e ABS, dove ABS è un activity breakdown structure.  Progetti software feature driven possono utilizzare una tecnica simile, che impiega una feature breakdown structure.  Quando un progetto fornisce servizi professionali, una tecnica di uso comune è di comprendere tutti i prodotti rilasciabili per creare una WBS orientata al prodotto. Le WBS che suddividono il lavoro in fasi di progetto (per esempio, fase di progetto preliminare, fase di progetto esecutivo) devono assicurare che le fasi siano chiaramente separate da qualcosa che definisca anche i criteri di delimitazione delle fasi stesse (per esempio, l'approvazione del progetto preliminare o del progetto esecutivo) che comunemente vengono denominati milestone.

### Elementi reciprocamente esclusivi
In aggiunta alla regola del 100%, è importante che non ci siano sovrapposizioni nella definizione dei limiti tra due elementi della WBS. Tale ambiguità potrebbe infatti portare a raddoppiamenti di lavoro e fraintendimenti circa responsabilità e autorità. Allo stesso modo, la sovrapposizione causerebbe probabilmente confusione riguardo alla gestione delle spese di progetto. Se i nomi degli elementi sono ambigui, un dizionario interno alla WBS torna utile per chiarire le distinzioni tra di essi. Il dizionario descrive ogni componente con milestone, prodotti, attività, limiti e talvolta date, risorse, costi, qualità, ecc.

### Livello di dettaglio (granularità) ed elaborazione progressiva
Un quesito fondamentale da porsi durante la progettazione di ogni WBS è quando smettere di dividere il lavoro in elementi più piccoli. Se gli elementi terminali sono troppo ampi, infatti, potrebbe risultare impossibile tenere traccia in modo efficiente delle prestazioni progettuali, se al contrario gli elementi sono troppo piccoli e quindi troppo numerosi, diventerà difficile tenerne traccia, specialmente se il lavoro è pianificato in un futuro piuttosto distante. Un compromesso soddisfacente può essere trovato facendo ricorso alla tecnica dell'elaborazione progressiva, che permette ai dettagli della WBS di essere progressivamente ridefiniti prima che il lavoro inizi su ogni singolo elemento. Una forma di elaborazione progressiva, nei grossi progetti, è nota come rolling wave planning (pianificazione ad aggiornamento costante) che stabilisce una pianificazione su una base temporale regolare per l'elaborazione progressiva. Nella pratica, un limite effettivo della granularità della WBS può considerarsi raggiunto quando non è più possibile definire risultati di progetto pianificati, e i soli dettagli rimanenti sono azioni; a meno che queste azioni non possano essere ridefinite per conformarsi alla "regola del 100%", la WBS non dovrebbe essere ulteriormente suddivisa.

### Schema di codifica
È di uso piuttosto comune numerare gli elementi della WBS in ordine sequenziale per metterne in risalto la struttura gerarchica. Per esempio, 1.3.2 Ruota Posteriore identifica l'oggetto come elemento di livello 3, poiché ci sono tre numeri separati da un punto decimale.  Inoltre, lo schema di codifica aiuta a riconoscere gli elementi del WBS in ogni contesto scritto.

## Esempio di costruzione di una WBS

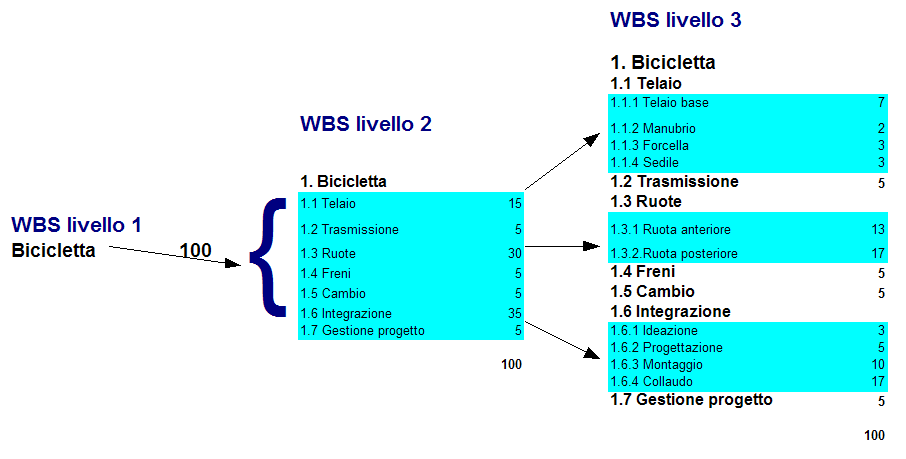
Figura 1: Tecnica di costruzione di una WBS. Questa immagine di esempio è liberamente ispirata Practice Standard for Work Breakdown Structures (2nd Edition). Questa immagine illustra un metodo oggettivo di impiego della regola del 100% durante la costruzione di una WBS.

La Figura 1 mostra una tecnica di costruzione di una WBS che dimostra quantitativamente la regola del 100%. All'inizio del processo di pianificazione, il project manager ha assegnato 100 punti all'intero progetto, che consiste nella progettazione e realizzazione di una bicicletta personalizzata. Al livello 2 della WBS, i 100 punti totali sono suddivisi in sette elementi comprensivi. Il numero di punti allocato ad ognuno è frutto di un giudizio personale basato sullo sforzo richiesto: NON è una stima del tempo occorrente. I tre elementi di dimensioni maggiori del livello 2 sono suddivisi al livello 3, e così via. L'elemento terminale più grande del terzo livello rappresenta solamente il 17% del totale del progetto. Questi grandi elementi possono essere ulteriormente suddivisi usando la tecnica di elaborazione progressiva descritta sopra.
Talvolta, lo schema di codifica WBS include un carattere di sottolineatura ("_") al termine del nome per identificare gli elementi terminali. Si tratta di un sistema utile poiché le attività pianificate ("installare la camera d'aria e lo pneumatico", per esempio) saranno assegnate agli elementi terminali invece che ai nodi superiori.
Incidentalmente, questo metodo quantitativo è collegato alla tecnica Earned Value Management.
È raccomandabile che il progetto sia iniziato con un software interattivo, per esempio un foglio elettronico, in grado di sommare automaticamente i punteggi assegnati. Un'altra pratica raccomandata è discutere la stima dei punteggi con gli altri membri del project team, questa tecnica collaborativa aumenta la conoscenza della definizione dei limiti degli elementi e dei presupposti, e per una buona gestione del progetto il consenso circa il livello di granularità è necessario.

## Errori e malintesi comuni
Una WBS non è una lista completa di lavori, bensì una classificazione degli scopi del progetto.
Una WBS non è una pianificazione del progetto e non è una lista in ordine cronologico. Infatti, perché una "toolbox" di pianificazione possa essere considerata completa, al processo iterativo di composizione/scomposizione (il ciclo top-down → bottom-up e viceversa) delle attività/produzioni (ABS, Activity Breakdown Structure / PBS Product Breakdown Structure) e a quello di assegnazione delle responsabilità (rispetto alla OBS, Organizational Breakdown Structure) devono seguire: 
1. l'allocazione delle risorse, consistente nel calcolo dei fabbisogni tempificati[1] relativi alle assegnazioni; esso determina, per ciascuna assegnazione: a) l'inizio, b) la fine, c) la produzione complessiva sulla base della produttività (normalmente espresse in ore/periodo) accertata, d) il costo complessivo e il costo periodico;
2. la schedulazione delle attività (o, meglio, delle assegnazioni) basata su quattro elementi, dei quali due sono necessari (il calendario e la durata di ciascuna attività/risorsa/assegnazione) e due sono eventuali (le relazioni di dipendenza[2] e i vincoli temporali specifici[3]).

È sconsigliabile e considerato controproducente pianificare un progetto (per esempio usando un project management software) prima di progettare una WBS appropriata, sarebbe simile al voler pianificare le attività di un cantiere edile prima ancora di completare il progetto dell'edificio. Senza concentrarsi sui risultati del progetto, è molto difficile seguire la regola del 100% a ogni livello della gerarchia della WBS. Non è possibile recuperare una WBS con definizioni improprie senza rifarla dal principio, per cui vale sempre la pena di completarla prima di iniziare qualunque altra pianificazione. 
Una WBS non è una gerarchia organizzativa. Talvolta, i principianti commettono l'errore di creare una WBS fedele alla struttura organizzativa, mentre è piuttosto comune che la responsabilità sia assegnata a elementi organizzativi, una WBS che ne rispecchi la struttura non è descrittiva del progetto e non è orientata ai risultati. Allo scopo, si veda anche: matrice di assegnazione responsabilità.
La capacità della memoria a breve termine non dovrebbe influenzare la dimensione della struttura ad albero di una WBS. Alcune fonti di documentazione suggeriscono che ogni livello sia limitato a 5/9 elementi perché questo è il limite teorico della memoria umana. Tuttavia, è da ritenersi che questo consiglio sia un'applicazione errata delle teorie sui principi cognitivi (si veda: The Magical Number Seven, Plus or Minus Two), poiché gli elementi di una WBS non sono dati interconnessi casualmente. La documentazione definitiva riguardo alle WBS non contengono questa raccomandazione. È molto più importante costruire un raggruppamento logico di risultati pianificati che preoccuparsi dei limiti della memoria umana a breve termine.
In questo senso può essere utile realizzare una mappa mentale prima della WBS: essendo uno strumento di creatività aiuta a sviscerare alcuni aspetti che potrebbero rimanere reconditi con un approccio esclusivamente logico-razionale.
La realizzazione potrebbe essere affidata al singolo come al gruppo di lavoro; in ogni caso è importante tenere a mente il principio secondo cui "la mappa non è il territorio", per cui... la mappa mentale potrà descrivere in modo molto parziale l'articolazione del discorso e avrà invece soprattutto lo scopo di focalizzare l'attenzione sulla preparazione delle attività.
Si noti che, benché la WBS abbia uno scopo più denotativo, anche per essa vale il principio del dualismo mappa-territorio. 
Al di là della progressiva elaborazione dei dettagli, gli aggiornamenti della WBS richiede un controllo formale dei cambiamenti. Questo è un altro motivo per cui una WBS dovrebbe essere orientata alla produzione di risultati (deliverable oriented) e non alle prescrizioni di metodi: i metodi possono cambiare rapidamente, e lo fanno, ma le modifiche nei risultati pianificati richiedono un maggiore grado di formalità. Se i risultati e le azioni si confondono a vicenda, il controllo dei cambiamenti può essere troppo rigido per le azioni e troppo informale per i risultati.